# Сен-Жюльен-Бутьер
Сен-Жюлье́н-Бутье́р (фр. Saint-Julien-Boutières, окс. Sant Julian Botièras) — коммуна во Франции, находится в регионе Рона — Альпы. Департамент коммуны — Ардеш. Входит в состав кантона Сен-Мартен-де-Валама. Округ коммуны — Турнон-сюр-Рон.
Код INSEE коммуны — 07252.
Сен-Жюльен-Бутьер расположена на территории регионального природного парка Мон-д’Ардеш в долине, через которую протекают две реки: Эйрьё и Риманд.

## Население
Население коммуны на 2008 год составляло 214 человек.
| 1962 | 1968 | 1975 | 1982 | 1990 | 1999 | 2008 |
| ---- | ---- | ---- | ---- | ---- | ---- | ---- |
| 219  | 322  | 299  | 260  | 216  | 215  | 214  |

## Экономика
В 2007 году среди 122 человек в трудоспособном возрасте (15—64 лет) 87 были экономически активными, 35 — неактивными (показатель активности — 71,3 %, в 1999 году было 69,9 %). Из 87 активных работали 81 человек (52 мужчины и 29 женщин), безработных было 6 (2 мужчин и 4 женщины). Среди 35 неактивных 2 человека были учениками или студентами, 19 — пенсионерами, 14 были неактивными по другим причинам.

## Достопримечательности
- Руины замка Шатонёф-ан-Бутьер.
- Статуя Девы Марии рядом с замком. Воздвигнута в 1945 году в благодарность за избавление Сен-Жюльен-Бутьер от бомбардировок.

## Фотогалерея
- Сен-Жюльен-Бутьер
- Церковь
- Мэрия
- Мост через реку Эйрьё